# Basileuterus culicivorus
Basileuterus culicivorus е вид птица от семейство Parulidae.

## Разпространение
Видът е разпространен в Аржентина, Белиз, Боливия, Бразилия, Колумбия, Коста Рика, Салвадор, Френска Гвиана, Гватемала, Гвиана, Хондурас, Мексико, Никарагуа, Панама, Парагвай, Суринам, Тринидад и Тобаго, САЩ, Уругвай и Венецуела.